# Saint-Siméon (Sena y Marne)
 Saint-Siméon  es una población y comuna francesa, en la región de Isla de Francia, departamento de Sena y Marne, en el distrito de Provins y cantón de La Ferté-Gaucher.

## Demografía
| 615 | 563 | 519 | 547 | 691 | 737 |
| Para los censos de 1962 a 1999 la población legal corresponde a la población sin duplicidades (Fuente: INSEE [Consultar]) |     |     |     |     |     |